# Comuna Gornja Radgona
Gornja Radgona (Občina Gornja Radgona) este o comună din Slovenia, cu o populație de 12.416 locuitori (2002).

## Localități
Aženski Vrh, Črešnjevci, Gornja Radgona, Gornji Ivanjci, Hercegovščak, Ivanjski Vrh, Ivanjševci ob Ščavnici, Ivanjševski Vrh, Kunova, Lastomerci, Lokavci, Lomanoše, Mele, Negova, Norički Vrh, Očeslavci, Orehovci, Orehovski Vrh, Plitvički Vrh, Podgrad, Police, Ptujska Cesta, Radvenci, Rodmošci, Spodnja Ščavnica, Spodnji Ivanjci, Stavešinci, Stavešinski Vrh, Zagajski Vrh, Zbigovci